# جوزف لومان
جوزف لومان (انگلیسی: Joseph Laumann؛ زادهٔ ۳۱ اوت ۱۹۸۳) بازیکن فوتبال اهل آلمان است.
از باشگاه‌هایی که در آن بازی کرده‌است می‌توان به باشگاه فوتبال روت وایس اهلن، باشگاه فوتبال شالکه ۰۴، اشپورت فقاند زیگن، و باشگاه فوتبال قوت-وایس ارفورت اشاره کرد.